# Джейден Фернандо Слорі
Джейден Фернандо Слорі (нід. Jaden Fernando Slory, нар. 9 травня 2005, Барендрехт, Нідерланди) — нідерландський футболіст суринамського походження, нападник клубу «Феєнорд».

## Ігрова кар'єра
У 2013 році Джейден Слорі приєднався до клубної академії «Феєнорда». У 2021 році підписав з клубом перший контракт на три роки. Вже в кінці терміну контракту Слорі тренувався з першою командою клубу але так і не дебютував в основі. У лютому 2024 року стало відомо, що нападник підписав з клубом новий контракт до 2027 року.
В серпні 2024 року Слорі відбув в оренду до кінця сезону в клуб другого дивізіону «Дордрехт». З яким за результатами сезону виборов право на перехідні ігри до Ередивізі.

### Збірна
У 2022 році в складі юнацької збірної Нідерландів (U-17) Джейден Слорі став срібним призером юнацької першості Європи в Ізраїлі.

## Титули
Нідерланди (U-17)
 Віце - чемпіон Європи: 2022

## Особисте життя
Джейден є сином Андвеле Слорі — колишнього професійного футболіста, котрий у 2007 році провів дві гри в складі національної збірної Нідерландів.